# Cómo acabar de una vez por todas con la cultura
Cómo acabar de una vez por todas con la cultura es el nombre de la edición española de la recopilación de relatos de Woody Allen, publicados en Estados Unidos con el nombre Getting Even. Está compuesto por diecisiete relatos publicados en The New Yorker, excepto The discovery and Use of the Fake ink Blot que apareció en Evergreen Review; A twenties Memory, que apareció como How I Became a comedian en Panorama, Chicago Daily News, Count Dracula, Conversation with Heimholtz y Mr. Big que fueron escritos especialmente para este libro.
Woody Allen comenzó su carrera como escritor de comedia para revistas, siendo esta obra una recopilación de relatos humorísticos de sus artículos en los años 1960. 
Incluye una revisión irónica de muchos de los elementos de la cultura actual, tomando en clave de humor los elementos principales de la historia reciente e incluyendo situaciones propias del absurdo que intentan llevar al lector a replantearse su percepción sobre los personajes y situaciones. En esta obra ya se encuentran temas que serán recurrentes en la obra de Allen, como son el psicoanálisis y su condición de judío, especialmente significativas en esta obra en la que incluye artículos sobre Adolf Hitler en clave de humor siguiendo la línea de Charles Chaplin en El gran dictador.